# Электрон (футбольный клуб, Великий Новгород)
«Электро́н» — советский и российский футбольный клуб из Великого Новгорода.

## История

### «Электрон» (Новгород)
Новгородский «Электрон» в 1969—1977 годах выступал во второй лиге чемпионата СССР. Лучшее место — 2-е в зональном турнире класса «Б» 1972 года, в тот год команда была усилена опытными футболистами из Ленинграда, одним из которых был бронзовый призёр чемпионата мира 1966 года Василий Данилов. Команда представляла новгородский завод имени Ленинского комсомола.

### С 2017 года
В 2017 году была образована футбольная команда «Электрон» Великий Новгород, ставшая главной командой новгородской спортивной школы «Электрон» (ГОАУ СШ «Электрон») — структуры, входящей в состав министерства спорта Новгородской области (создана 16 января 2016 года, до начала 2018 года носила название «Спортивная школа имени Александра Невского — „Электрон“», в октябре 2020 года РФС СШ «Электрон» присвоен статус детского футбольного центра), в ведении которой находятся различные детско-юношеские команды по футболу.
Эта команда стала «преемницей традиций» советского футбольного клуба «Электрон» (Новгород), основанного в 1969 году.
В 2017 году футбольная команда была заявлена в первенство России среди команд III дивизиона МРО «Северо-Запад» как «Спортивная школа имени Александра Невского — „Электрон“», завоевала по итогам сезона третье место. В кубке МРО «Северо-Запад» — 2017 года команда стартовала со стадии 1/2 финала и проиграла команде ЛАЗ Санкт-Петербург.

Логотип СШ «Электрон»

Перед стартом сезона 2018 года команда сменила название на «Спортивная школа „Электрон“». В апреле команда сыграла на домашнем турнире Кубок чемпионов МРО «Северо-Запад», где в финале проиграла гвардейской «Олимпии» — 2:2, по пенальти — 3:4. В первенстве МРО «Северо-Запад» в сезоне 2018 года команда заняла второе место. В кубке МРО «Северо-Запад» — 2018 года команда стартовала со стадии 1/4 финала и вновь попала на ФК ЛАЗ, где уступила, пропустив единственный гол в дополнительное время.
В 2019 году команда приняла участие в Кубке России. В матче 1/128 финала турнира 28 июля «Электрон» на домашнем стадионе уступил «Ленинградцу» — 0:1. В первой половине июля «Электрон» сыграл в групповом этапе Кубка России среди ЛФК по зоне МРО «Северо-Запад». Также, в апреле команда вновь участвовала в Кубке чемпионов МРО «Северо-Запад», в третий раз подряд проходившем в Великом Новгороде.
Проведение Первенства МРО «Северо-Запад»-2019 из-за недобора команд (изначально в числе участников значились лишь «Электрон» и «Химик» Коряжма) долгое время оставалось под вопросом. В итоге на сезон 2019 года помимо областных и городских соревнований своего региона «Электрон» заявился в чемпионат и кубок Ленинградской области, а в первенстве МРО «Северо-Запад», сроки проведения которого определились лишь в сентябре, участия не принял.
Участник первенства (III дивизион) и кубка МРО «Северо-Запад» сезона 2020 года, зимнего первенства Санкт-Петербурга 2020/21. В 2021 году команда СШ «Электрон» участвовала в первенстве Третьего дивизиона. С 2021 года юношеская команда СШ «Электрон» участвует в первенстве ЮФЛ (дивизион «Северо-Запад»).

#### С сезона 2022/23: ФК «Электрон» (Великий Новгород)
В 2022 году был создан футбольный клуб «Электрон». 9 июня 2022 года стало известно, что ФК «Электрон» получил лицензию РФС на выступление во Второй лиге в сезоне 2022/23. Идея создать профессиональный клуб принадлежит Георгию Паксашвили. Учредитель клуба и спортивный директор — Сергей Миронов.
Между ФК «Электрон» и СШ «Электрон» в июле 2022 года был заключён договор о сотрудничестве. Команда СШ «Электрон» продолжила участвовать в первенстве России (III дивизион) среди ЛФК в зоне «Северо-Запад» в сезоне 2022 года.
Клуб позиционировал себя в качестве преемника советской команды «Электрон», выступавшей во второй союзной лиге с 1969 по 1977 год. Сезон команда начала под руководством Виталия Миллера, после 9 туров на посту главного тренера его сменил белорус Сергей Вехтев.
Одной из особенностей сезона 2022/23, помимо систематических поражений, стали переносы домашних матчей ФК «Электрон» с выходных на будние дни в рабочее время. Сообщалось о проверке РФС и ФНЛ по матчу «Электрона» 24 апреля 2023 года в Твери против одноимённой команды (0:4), в котором ряд действий игроков «Электрона» вызвали вопросы у болельщиков, представителей СМИ и представителей лиги.
Перед началом сезона 2023 в Дивизионе «Б» Второй лиги команду возглавил Василий Дорофеев, ранее тренировавший «Интер» (Черкесск), «Коломну» и «Ессентуки».
ФК «Электрон» по итогам сотрудничества в 2023 году с СШ «Электрон» оказался должен спортивной школе более 1,2 млн рублей, долги были погашены в рамках сделки с ФК «Волна» из Ковернино Нижегородской области.

## Цвета клуба
| Белый | Зелёный |

Цвета клуба — зелёно-белые.

## Состав
| 13 | Флаг России                     | Вр  | Арсен Тедеев        | 2005 |  |  |  |  |  |
| 33 | Флаг России                     | Вр  | Константин Михайлов | 1997 |  |  |  |  |  |
|    |                                 |     |                     |      |  |  |  |  |  |
| 5  | Флаг России · Флаг Мали         | Защ | Хамед Камара        | 1996 |  |  |  |  |  |
| 12 | Флаг России                     | Защ | Алексей Андрющенко  | 2004 |  |  |  |  |  |
| 23 | Флаг России                     | Защ | Кирилл Захаров      | 2002 |  |  |  |  |  |
| 55 | Флаг России                     | Защ | Владимир Федотов    | 2000 |  |  |  |  |  |
|    |                                 |     |                     |      |  |  |  |  |  |
| 7  | Флаг России                     | ПЗ  | Хамид Таларов       | 2001 |  |  |  |  |  |
| 10 | Флаг России                     | ПЗ  | Михаил Васильев     | 2005 |  |  |  |  |  |
| 11 | Флаг России · Флаг Армении      | ПЗ  | Аркадий Гарибян     | 2001 |  |  |  |  |  |
| 14 | Флаг России · Флаг Азербайджана | ПЗ  | Габил Нурахмедов    | 1992 |  |  |  |  |  |
| 15 | Флаг России                     | ПЗ  | Владислав Кочнов    | 1999 |  |  |  |  |  |

| 17 | Флаг России | ПЗ  | Далер Даурский    | 1996 |  |  |  |  |  |
| 19 | Флаг России | ПЗ  | Касбулат Дышоков  | 2000 |  |  |  |  |  |
| 20 | Флаг России | ПЗ  | Исмаил Пашаев     | 2002 |  |  |  |  |  |
| 52 | Флаг России | ПЗ  | Андрей Гусихин    | 2005 |  |  |  |  |  |
| 66 | Флаг России | ПЗ  | Александр Каменев | 1999 |  |  |  |  |  |
| 69 | Флаг России | ПЗ  | Максим Костюк     | 2004 |  |  |  |  |  |
| 77 | Флаг России | ПЗ  | Дмитрий Дмитрук   | 1997 |  |  |  |  |  |
|    |             |     |                   |      |  |  |  |  |  |
| 9  | Флаг России | Нап | Денис Яковлев     | 2004 |  |  |  |  |  |
| 27 | Флаг России | Нап | Инал Ханиев       | 2003 |  |  |  |  |  |
| 32 | Флаг России | Нап | Илья Женгуров     | 2003 |  |  |  |  |  |
| 88 | Флаг России | Нап | Али Гамбаров      | 2003 |  |  |  |  |  |

## Административный и тренерский штаб
| Команда (организация), должность                                                                  | Команда (организация), должность                                                                  | ФИО                               |
| ------------------------------------------------------------------------------------------------- | ------------------------------------------------------------------------------------------------- | --------------------------------- |
| ФК «Электрон» — участник первенства Второй лиги, Дивизион «Б» 2023                                | Генеральный директор                                                                              | Георгий Важаевич Паксашвили       |
| ФК «Электрон» — участник первенства Второй лиги, Дивизион «Б» 2023                                | Спортивный директор                                                                               | Сергей Николаевич Миронов         |
| ФК «Электрон» — участник первенства Второй лиги, Дивизион «Б» 2023                                | Главный тренер                                                                                    | Василий Дмитриевич Дорофеев       |
| ФК «Электрон» — участник первенства Второй лиги, Дивизион «Б» 2023                                | Тренер                                                                                            | [уточнить] Лаша Джибладзе         |
| ФК «Электрон» — участник первенства Второй лиги, Дивизион «Б» 2023                                | Начальник команды                                                                                 | Сергей Николаевич Миронов         |
| ФК «Электрон» — участник первенства Второй лиги, Дивизион «Б» 2023                                | Врач                                                                                              | Мария Витальевна Леденцова        |
| ФК «Электрон» — участник первенства Второй лиги, Дивизион «Б» 2023                                | Администратор                                                                                     | Максим Дмитриевич Гецольд         |
| Директор СШ «Электрон»                                                                            | Директор СШ «Электрон»                                                                            | Максим Олегович Матешев           |
| Команда СШ «Электрон» — участница первенства III дивизиона 2022, ОФФ «Северо-Запад»               | Главный тренер                                                                                    | Анатолий Владимирович Романович   |
| Команда СШ «Электрон» — участница первенства III дивизиона 2022, ОФФ «Северо-Запад»               | Врач                                                                                              | Алёна Константиновна Александрова |
| Команда СШ «Электрон» — участница первенства III дивизиона 2022, ОФФ «Северо-Запад»               | Врач                                                                                              | Мария Витальевна Леденцова        |
| Главный тренер команды СШ «Электрон» (2006 г. р.) — участницы ЮФЛ-1 Северо-Запад (до 18 лет) 2023 | Главный тренер команды СШ «Электрон» (2006 г. р.) — участницы ЮФЛ-1 Северо-Запад (до 18 лет) 2023 | Максим Александрович Прошин       |
| Старший тренер команды СШ «Электрон» (2007 г. р.) — участницы ЮФЛ-2 Северо-Запад (до 17 лет) 2023 | Старший тренер команды СШ «Электрон» (2007 г. р.) — участницы ЮФЛ-2 Северо-Запад (до 17 лет) 2023 | Кирилл Геннадьевич Корочкин       |
| Главный тренер команды СШ «Электрон» (2008 г. р.) — участницы ЮФЛ-3 Северо-Запад (до 16 лет) 2023 | Главный тренер команды СШ «Электрон» (2008 г. р.) — участницы ЮФЛ-3 Северо-Запад (до 16 лет) 2023 | Анатолий Владимирович Романович   |

## Результаты выступлений

### СССР
| Год  | Турнир                   | Результат |
| ---- | ------------------------ | --------- |
| 1969 | Класс «Б», РСФСР, 1 зона | 16 из 17  |
| 1970 | Класс «Б», РСФСР, 1 зона | 10 из 17  |
| 1971 | Вторая лига, 2 зона      | 20 из 20  |
| 1972 | Вторая лига, 2 зона      | из 20     |
| 1973 | Вторая лига, 2 зона      | 15 из 17  |
| 1974 | Вторая лига, 2 зона      | 15 из 21  |
| 1975 | Вторая лига, 2 зона      | 17 из 18  |
| 1976 | Вторая лига, 3 зона      | 17 из 21  |
| 1977 | Вторая лига, 1 зона      | 19 из 21  |

### Россия
| Сезон   | Турнир                              | Результат/место           | Примечание         |
| ------- | ----------------------------------- | ------------------------- | ------------------ |
| 2017    | Чемпионат Новгородской области      | 1-е место                 | команда спортшколы |
| 2017    | Кубок Новгородской области          | 1-е место                 | команда спортшколы |
| 2017    | Первенство МРО «Северо-Запад»       | 3-е место (из 5)          | команда спортшколы |
| 2017    | Кубок МРО «Северо-Запад»            | 1/2 финала                | команда спортшколы |
| 2018    | Кубок чемпионов МРО «Северо-Запад»  | 2-е место                 | команда спортшколы |
| 2018    | Первенство МРО «Северо-Запад»       | 2-е место (из 6)          | команда спортшколы |
| 2018    | Кубок МРО «Северо-Запад»            | 1/4 финала                | команда спортшколы |
| 2018    | Кубок Новгородской области          | финалист                  | команда спортшколы |
| 2019    | Кубок России                        | 1/128 финала              | команда спортшколы |
| 2019    | Кубок чемпионов МРО «Северо-Запад»  | 6-е место (из 8)          | команда спортшколы |
| 2019    | Кубок МРО «Северо-Запад»            | 4-е место (из 4) в группе | команда спортшколы |
| 2019    | Чемпионат Ленинградской области     | 4-е место (из 11)         | команда спортшколы |
| 2019    | Кубок Ленинградской области         | 1/4 финала                | команда спортшколы |
| 2019    | Чемпионат Великого Новгорода        | 1-е место                 | команда спортшколы |
| 2019    | Кубок Великого Новгорода            | финалист                  | команда спортшколы |
| 2020    | Первенство МРО «Северо-Запад»       | 2-е место (из 7)          | команда спортшколы |
| 2020    | Кубок МРО «Северо-Запад»            | 1/2 финала                | команда спортшколы |
| 2020    | Чемпионат Новгородской области      | 3-е место                 | команда спортшколы |
| 2020    | Кубок Новгородской области          | обладатель                | команда спортшколы |
| 2020    | Чемпионат Великого Новгорода        | 2-е место                 | команда спортшколы |
| 2021    | Первенство МРО «Северо-Запад»       | 8-е место (из 8)          | команда спортшколы |
| 2021    | Кубок чемпионов МРО Северо-Запад    | 6-е место (из 6)          | команда спортшколы |
| 2022    | Первенство МРО «Северо-Запад»       | 8-е место (из 8)          | команда спортшколы |
|         | Кубок России                        | 2-й раунд пути регионов   | ФК «Электрон»      |
| 2022/23 | Вторая лига, группа 2               | 22-е место (из 22)        | ФК «Электрон»      |
|         | Кубок России                        | 1-й раунд пути регионов   | ФК «Электрон»      |
| 2023    | Вторая лига, Дивизион «Б», группа 2 | 17-е место (из 18)        | ФК «Электрон»      |

1. ↑  Иногда именовалась (обозначалась) как ФК «Электрон»[13][43][44].

## Футбольная школа
Футбольная школа была создана 19 января 2016 года на базе реконструированного стадиона «Центральный» по инициативе Правительства Новгородской области.
С 26 августа 2016 года учреждение начало набор детей для занятий футболом. А в октябре 2016 года в «Спортивной школе имени Александра Невского» начался полноценный тренировочный процесс с бюджетным и платным отделениями по футболу для детей разных возрастов.
В январе 2018 года «Спортивная школа имени Александра Невского» была переименована в «Электрон».
14 октября 2020 года Комиссия при президенте РФС по присвоению статусов присвоила футбольной школе статус Детского футбольного центра.
С 2021 года команды СШ «Электрон» являются участниками северо-западного дивизиона ЮФЛ: в 2021 году — команда игроков 2006 г. р., с 2022 года, в соответствии с разделением турнира на возрастные категории — команды игроков до 17 и до 16 лет в 2022 году, команды игроков до 16, до 17 и до 18 лет — в 2023 году.